# Kūshk (ort i Iran)
Kūshk (persiska: کوشک) är en ort i Iran.   Den ligger i provinsen Esfahan, i den centrala delen av landet, 300 km söder om huvudstaden Teheran. Kūshk ligger 1 609 meter över havet och antalet invånare är 11 264.
Terrängen runt Kūshk är platt åt sydost, men åt nordväst är den kuperad.Runt Kūshk är det tätbefolkat, med 790 invånare per kvadratkilometer. Närmaste större samhälle är Esfahan, 16,4 km öster om Kūshk. Trakten runt Kūshk består till största delen av jordbruksmark.